# La Colombe (Gounod)
La Colombe (Duvan) är en fransk opéra comique i två akter (ursprungligen en akt) med musik av Charles Gounod och libretto av Jules Barbier och Michel Carré efter La Fontaines fabel Le Faucon.

## Historia
Gounods tidigare opera Philémon et Baucis, också den med libretto av Barbier och Carré samt byggd på en fabel av La Fontaine, hade ursprungligen beställts av musikfestivalen i Baden-Baden 1859. När den politiska situationen mellan Frankrike och Tyskland förvärrades i juni med anledning av det Andra italienska frihetskriget, togs Gounods opera bort från repertoaren för att undvika negativa kommentarer från den tyska publiken och operan fick premiär i en utökad form i februari 1860 på Théâtre Lyrique i Paris.
För att kompensera förlusten komponerade Gounod snabbt La Colombe under en två veckorsperiod påföljande sommar med premiär den 3 augusti 1860 på Theather der Stadt i Baden-Baden. Trots att operan fick ett bra mottagande i Tyskland blev det ingen större succé då operan, i en utökad två-aktsversion, fick sin franska premiär den 7 juni 1866 på Opéra-Comique i Paris. Svensk premiär den 11 februari 1868 under namnet Sylvia på Kungliga Operan i Stockholm.
Sergej Djagilev lät Francis Poulenc skriva ny recitativ, istället för den talade dialogen, för en föreställning i Monte Carlo den 1 januari 1923.

## Personer
- Sylvie, en rik grevinna (sopran)
- Horace, fattig beundrare till Sylvi (tenor)
- Mazet, Horace betjänt (sopran)
- Maître Jean, grevinnans hovmästare (bas)

## Handling
I La Fontaines fabel försöker en rik grevinna förnöja sin bortskämde son genom att övertala en beundrare att ge bort sin dyrbara falk till sonen. Falken slutar sina dagar som måltid för sonen. I Gounods opera är falken utbytt mot en duva och Sylvie önskar äga den i konkurrens med en rival. Operan slutar lyckligt, så även för duvan som får leva vidare.